# Magánegészségügy
Magánegészségügy alatt azokat az egészségügyi szolgáltatásokat értjük, amelyeket nem, vagy csak részben támogat az Országos Egészségbiztosítási Pénztár (OEP). A magánegészségügy szolgáltatásaiért minden esetben fizetni kell, a kezelés, ellátás stb. díját a szolgáltató magánorvos, vagy magánjellegű egészségügyi intézmény saját hatáskörben szabja meg.

## A magánegészségügy fajtái
A magánegészségügy gyűjtőkifejezés, azokat a kórházakat, rendelőket, gyógyszertárakat, stb. értjük alatta, amelyek nem vagy csak részesülnek az OEP, valamint az állami támogatásokból.

## A magánegészségügy magyarországi elterjedtsége
A szektor résztvevői bizakodóak, hiszen az elmúlt években egyre többet költenek a betegek a magyarországi magánegészségügyi intézményekben. Jelenleg 300 milliárd forintos piacról beszélnek a magánegészségügy szolgáltatói, és ez folyamatosan nő. Az egészségügyben 2003 óta másfélszeresükre nőttek a magánszektorban történő kiadások, az egészségpénztári tagok száma meghaladja az egymillió főt.
Magyarországon a járóbeteg-ellátás területén működő szolgáltatásokat veszik igénybe a legtöbben.
A statisztikák szerint a magyar magánegészségügyi szolgáltatásokat elsősorban olyan magyarok veszik igénybe, akik külföldön dolgoznak, viszont Magyarországon megbízható és olcsó egészségügyi szolgáltatást keresnek. Augusztusban és decemberben több tízezer külföldön dolgozó magyar látogat el magyarországi magánegészségügyi szolgáltatóhoz.
Egy 2016-os felmérés szerint a betegek egyre jobban bíznak a magánkézben lévő egészségügyi intézményekben. Látogatói értékelések szerint, ha a higiéniát, megbízhatóságot, segítőkészséget, vagy a szakmai hozzáértést veszik alapul, akkor a magánintézmények jobb értékelést kapnak, mint az állami tulajdonban lévő kórházak.

### A Telki kórház
Az első magyarországi magánkórház - 1945 után - 1998-ban nyitotta meg a kapuit Telkin. A kórház 2013-ban anyagi gondok miatt zárt be.

## A magánegészségügy szakmai- és érdekvédelmi szervezetei
A magyar magánegészségügyi szektor folyamatos bővülése törvényszerűen magával hozza az ágazat érdekvédelmi, szakmai szervezeteinek a megjelenését.
A Magán Egészségügyi Szövetség (MESZ) 2015. augusztus 29-én alakult meg. Elsődleges feladatuknak tartják, hogy kialakítsanak egy olyan minőségirányítási rendszert, amely a gyógyszerész-beteg, valamint az orvos-beteg kapcsolatokra pozitív hatást gyakorol.
Alapelveik közé a betegközpontúságot, a kölcsönösen előnyös partneri kapcsolatokat és a folyamatos fejlesztést sorolják.
A MESZ alapítói a következők: Magángyógyszerészek Országos Szövetsége, Magyarországi Praktizáló Orvosok Szövetsége  és a Magánorvosok Országos Szövetsége .
A Magán Egészségügyi Szövetség I. Találkozója 2015. október 29-én volt.